# Nonilfenolo etossilato
Il nonilfenolo etossilato è un composto organico di sintesi utilizzato come tensioattivo. Viene prodotto per etossilazione del nonilfenolo.

## Impatto ambientale e tossicità
Le preoccupazioni circa l'impatto ambientale di questo composto e simili sono aumentate a partire dal 1990. Questi tensioattivi, utilizzati nei detergenti e nei cosmetici possono funzionare da interferenti endocrini, di conseguenza il commercio di questa classe di detergenti è stato limitato in Europa, e questi composti non si trovano più nei prodotti per bucato negli Stati Uniti.